# Рерберг, Фёдор Сергеевич
Фёдор Сергеевич Рерберг (17 февраля 1860, Российская империя — 1933, Третье Болгарское царство) — русский военачальник, Генерального штаба генерал-лейтенант, герой Великой войны, кавалер ордена св. Георгия 4-й степени.

## Биография
Происходил из остзейского баронского рода Рербергов. Окончил 2-ю Санкт-Петербургскую военную гимназию и Михайловское артиллерийское училище. Выпущен в 6-ю артиллерийскую бригаду в чине подпоручика. Поручик (ст. с 12.10.1884). Штабс-капитан (ст. 25.12.1891).
В 1892 году окончил Николаевскую академию Генерального штаба по 1-му разряду. Окончил Офицерскую кавалерийскую школу. С 26 ноября 1892 года — старший адъютант штаба 14-й кавалерийской дивизии. С 10 ноября 1895 по 10 ноября 1896 года отбывал цензовое командование эскадроном в 41-м драгунском Ямбургском полку. Подполковник (ст. 05.04.1898). С 5 апреля 1898 года — старший адъютант штаба Виленского военного округа. С 16 марта 1900 — заведующий передвижением войск по железнодорожным и водным путям Виленского района. Полковник (пр. 1902; ст. 14.04.1902; за отличие). С 1 июня по 11 октября 1904 года для ознакомления с общими требованиями управления и ведения хозяйства в кавалерийском полку был прикомандирован к 8-му драгунскому Смоленскому полку.
С 22 января 1907 года — командир Елисаветградского 3-го гусарского полка. Генерал-майор (пр. 1909; ст. 24.02.1909; за отличие).
С 24 февраля 1909 года — начальник военных сообщений Виленского военного округа. С 3 июля 1911 года — начальник военных сообщений Киевского военного округа.

#### Великая война
С 19 июля 1914 года — начальник этапно-хозяйственного управления штаба 3-й армии Юго-Западного фронта. С 6 ноября 1914 года — командир 2-й Кубанской казачьей дивизии.
С 23 ноября 1914 года — командующий 7-й кавалерийской дивизией. С 22 марта 1915 года — генерал-лейтенант, утверждён в должности начальника дивизии. 15 июня 1915 года, находясь в резерве 3-й армии, контратакой силами 3 полков дивизии в разрыв немецкого наступления, остановил Горлицкий прорыв, ослабив давление немцев на части русской армии и — дав им возможность организованно начать Великое отступление За подготовку контратаки и руководство ею в апреле 1916 года награждён орденом св. Георгия 4-й степени.
В течение войны, оставаясь начальником дивизии, возглавлял сводный кавалерийский корпус своего имени и неоднократно исполнял обязанности командира 3-го кавалерийского и 26-го армейского корпусов. Активно действовал в Ровенской операции 1915 г.
С 6 апреля 1917 года — командир 7-го кавалерийского корпуса в составе 11-й армии Юго-Западного фронта. С 19 июля по 29 августа 1917 года временно командовал 11-й армией. C 20 ноября по 13 декабря 1917 года — командующий Особой армией.
С 25 ноября 1918 года в Добровольческой армии и ВСЮР в Киевском центре (утвержден 02.02.1919 в резерв армии), затем в резерве чинов при штабе Главнокомандующего, с 28.11.1919 в резерве чинов войск Киевской области.

#### В эмиграции
Эмигрировал в Болгарию, где принимал деятельное участие в работе Союза русских инвалидов. Скончался после 1933 года.

## Награды
- Орден Святого Станислава 3 степени (1889)
- Орден Святой Анны 3 степени (1895)
- Орден Святого Станислава 2 степени (1899)
- Орден Святой Анны 2 степени (1904)
- Орден Святого Владимира 4 степени (1905)
- Орден Святого Владимира 3 степени (1912)
- Орден Святого Станислава 1 степени (1915)
- Орден Святой Анны 1 степени (1915)
- Орден Святого Владимира 2 степени с мечами (1915)
- Орден Святого Георгия 4-й степени (1916)[9]
- Орден Белого орла с мечами (1916)

## Комментарии
1. ↑  Был почти немедленно переименован из драгунского обратно в гусарский после четвертьвекового перерыва.
2. ↑  Фактически, за вычетом резерва, силами всей дивизии.
3. ↑  Заменяя находившегося на излечении комкора Ф. А. Келлера.